# Вештице на путу
Вештице на путу (енгл. Witches Abroad; издат 1991) је дванаести роман Терија Прачета о Дисксвету. Трећи део серијала о вештицама из Ленкра.

## Радња
Централно место у овом роману имају приче. На дисксвету, оне су попут живих бића. Обавијају Дисксвет и траже приповедаче који ће их понављати небројено пута кроз историју, како би се оне развијале и јачале. Мистериозна суђаја (вештица која чаробним штапићем, али некада и уз помоћ огледала одређује судбине људи) иде корак даље. У Генуи, граду у тропском делу Дисксвета, она разне познате бајке претвара у стваран живот. Са друге стране света, у Рамптопским планинама, новопечена млада суђаја Маграт и њене две туторке- Бака Ведервакс и Нана Ог крећу у Генуу да спрече „срећан крај“. Међутим, испоставља се, да када прича ухвати „залет“, уопште није лако спречити да се девојка уда за принца...

## Цитати
Потом сва та ујдурма око јарцоглавих богова. Већина вештица не верује у богове. Наравно, познато им је да богови постоје. Понекад се чак и боре са њима. Али не верују у њих. Сувише их добро познају. Било би то као веровати у поштара.
Нико боље од Баке Ведервакс није знао колико су шешири важни. Они нису били само одевни предмети. Шешири су дефинисали главу. Дефинисали су ко сте ви.
Бака Ведервакс није имала ништа против тролова, али је инстинктивно осећала да би, ако већина тролова престане да носи одела и хода усправно и врати се животу под мостовима и заскакивању и прождирању људи, како је природа и предвидела, свет био срећније место.

## Занимљивости
- Тери Прачет је овај роман посветио свима онима који су га затрпали својим верзијама „Јежеве песме“ након објављеног романа „Сестре по метли“.